# Berger Kunsthandel

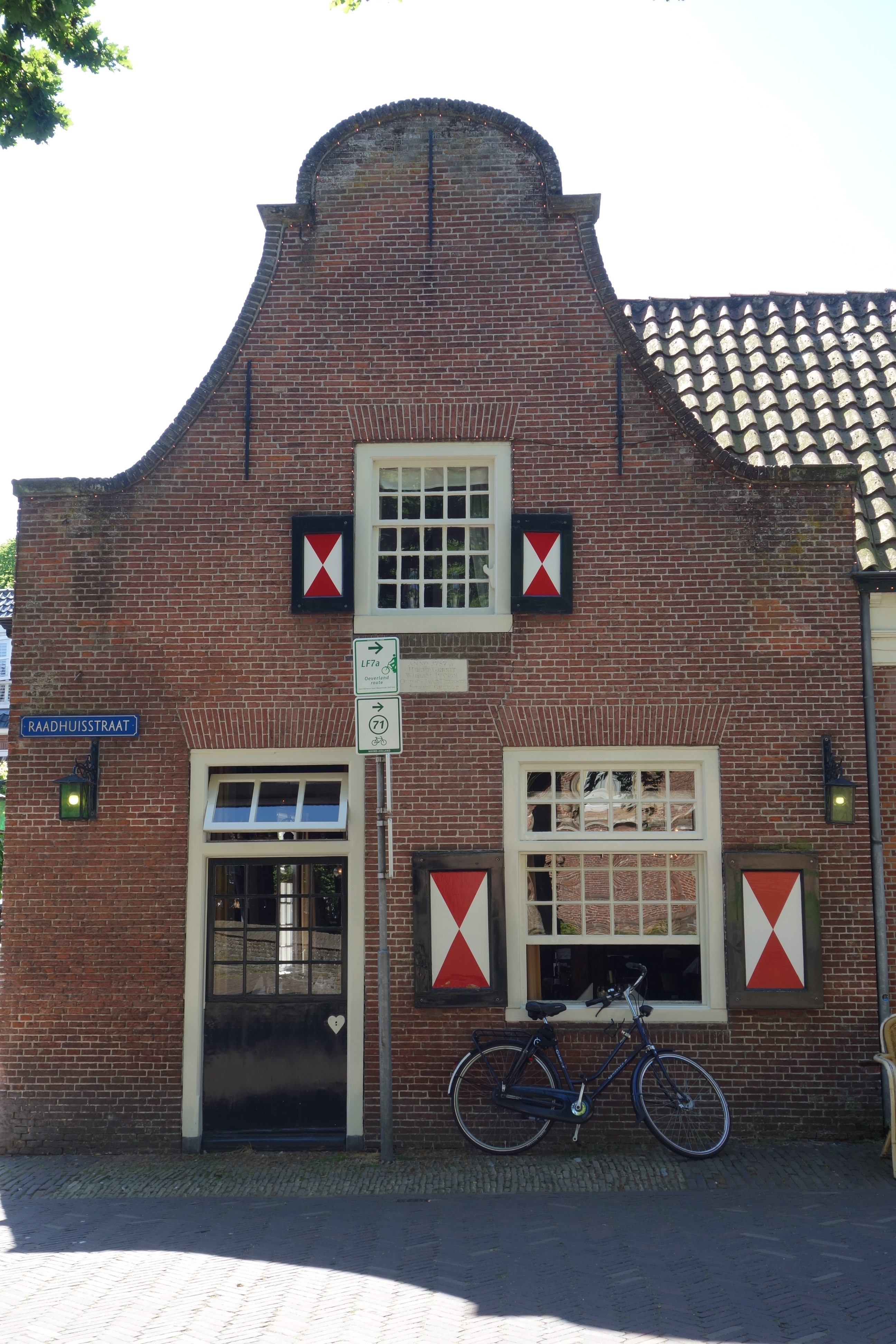
Het huis met de klokgevel, waar in het begin van de twintigste eeuw de Berger Kunsthandel was gevestigd.

De Berger Kunsthandel is een voormalige vereniging van kunstenaars in Bergen NH. De vereniging heeft bestaan van 1907 tot in de jaren 1920. De leden worden gezien als de grondleggers van het dorp Bergen als kunstenaarsdorp.

## Geschiedenis
De vereniging, opgericht in 1907, bestond uit Bergense kunstenaars die gezamenlijk exposeerden. Hun expositieruimte bevond zich tegenover de Ruïnekerk, op de hoek van de Kerkstraat en de Raadhuisstraat, in het huis met de klokgevel. Het pand was eigendom van P.J. Brouwer, wiens vader hier zestig jaar lang een barbiersbedrijf had uitgeoefend.
De oorspronkelijke zes leden van de vereniging waren:
- Jan Bleys (secretaris van 1 mei 1907 tot 1 mei 1909)[9]
- Hendrik van Bloem
- Johannes Graadt van Roggen
- Gerrit van der Hoef
- Frouke van der Hoef-van Rossem
- Jaap Veldheer

Na een succesvol winterseizoen 1907-1908 besloten de kunstenaars blijvend samen te werken. Na zijn verhuizing naar Bergen, exposeerde ook Tjipke Visser in de Berger Kunsthandel. In 1909 verhuisde Van Bloem naar Den Haag. De vereniging bestond op dat moment uit vier leden; Bleijs, Visser, Veldheer en Graadt van Roggen.
In 1919 werd nog een expositie gehouden, met werk van Graadt van Roggen, Van der Hoef, Truuske (Froukje?) Wartena, Henri Savrij en Van der Hoef-van Rossem.
In 1920 vond een grote verbouwing plaats van het pand. In mei 1920 werd de Bergense Kunsthandel onder een nieuwe eigenaar heropend.